# Tom Watson (labdarúgó, 1902)
Thomas "Tom" Watson (Belfast, 1902. október 4. – 1978) ír labdarúgó. Hátvédként részt vett a Cardiff City 1927-es FA-kupa döntőjében.
Watson 1925-ben érkezett a Crusaders csapatából, és sikerült kiszorítania a Cardiffból Jimmy Blair, skót válogatott labdarúgót. Első, a klubnál eltöltött éveiben több, általában porc-sérülés hátráltatta a munkában. Az 1926–27-es szezon nagy részében egészséges volt, így nagy mértékben hozzájárult csapata 1927-es FA-kupa diadalához. Azonban az 1928–29-es szezonban rögtön az első mérkőzésen megsérült, meg kellett műteni, és ezután már sohasem sikerült visszaszereznie kezdő helyét a csapatban, így 1929-ben, szintén kupagyőztes társával, Tom Sloannal az északír Linfieldhez szerződött.
A Lindfielddel a „két Tom” az FA-kupa, és a walesi kupa után megnyerte az ír kupát is, vagyis három nemzet legfőbb kupasorozatában sikerült diadalmaskodniuk.